# Entitat Metropolitana per al Tractament de Residus
L'Entitat Metropolitana per al Tractament de Residus (EMTRE) és una entitat metropolitana del País Valencià integrada per municipis de l'Àrea Metropolitana de València, que té per finalitat la prestació dels serveis de valoració i eliminació de residus urbans, d'acord amb els objectius marcats per la Generalitat Valenciana a través de la normativa sectorial i d'acord amb els instruments de planificació previstos en ella.
Fou creada el 18 de maig de 2001 mitjançant la disposició addicional segona de la Llei de Creació i Gestió d'Àrees Metropolitanes de la Comunitat Valenciana.
Disposa de l'empresa FERVASA com a societat instrumental per a la prestació dels mencionats serveis de valoració i eliminació de residus.

## Àrea territorial
L'àmbit d'actuació de l'Entitat Metropolitana de Serveis Hidràulics està integrat per municipis de l'Àrea Metropolitana de València: Alaquàs, Albal, Albalat dels Sorells, Alboraya, Albuixech, Alcàsser, Aldaia, Alfafar, Alfara del Patriarca, Almàssera, Benetússer, Beniparrell, Bonrepòs i Mirambell, Burjassot, Catarroja, Emperador, Foios, Godella, Lugar Nuevo de la Corona, Manises, Massalfassar, Massamagrell, Massanassa, Meliana, Mislata, Moncada, Museros, Paiporta, Paterna, Picanya, Picassent, la Pobla de Farnals, Puçol, Puig, Quart de Poblet, Rafelbunyol, Rocafort, San Antonio de Benagéber, Sedaví, Silla, Tavernes Blanques, Torrent, Valencia, Vinalesa i Xirivella.